# 밀로시 스토야노비치
밀로시 스토야노비치(세르비아어: Mилoш Cтojaнoвић / Miloš Stojanović, 1984년 12월 25일 ~ )는 세르비아의 축구 선수이다. 현재 FK 티모차닌 소속이다. 세르비아 수페르리가 2012-13 시즌 득점왕을 차지한 바 있다.

## 클럽 경력

### 경남 FC
2014 시즌 32경기 출전 8골로 입단 첫해인것을 감안하면 나름대로 준수한 활약을 펼쳤고 2015 시즌 경남 FC가 강등된 후에도 계속 팀에서 뛰며 9골을 넣으며 분전했지만, 10골을 넣으면 5000만원을 추가지급하는 옵션 문제로 구단 사장이 감독에게 출전을 못 하게 하라며 지시함으로써 강제 퇴출되며 어이없게 K리그를 떠났다. 그러나 이듬해 2016년 부산 아이파크에 입단하며 K리그 챌린지에 복귀했다.